# 博恩斯蒂尔 (南达科他州)
博恩斯蒂尔（英語：Bonesteel），是美国南达科他州下属的一座城市。根据2010年美国人口普查，该市有人口271人。论人口在本州排行第160。